# داشي
داشي هو نوع من أنواع الشوربات والمرق المطبوخ يستخدم في المطبخ الياباني. يعتبر الداشي أساس شوربة ميزو. أكثر شكل ياتي عليه الداشي مرق السمك ويتم عمله.